# Marcberg
Marcberg è il primo album dell'artista hip hop statunitense Roc Marciano, pubblicato nel 2010. Interamente scritto e prodotto da Roc Marciano, il disco è elogiato dalla critica specializzata, che saluta il «geniale» primo sforzo dell'artista underground come un album «classico» illuminante, coeso, ispirato, non convenzionale, con suoni strettamente legati a New York. Marcberg è ritenuto uno dei migliori album hip hop usciti nell'ultimo periodo e gli attira paragoni con diversi rapper importanti nella scena musicale.
| Recensione | Giudizio |
| ---------- | -------- |
| AllMusic   | [ 1 ]    |
| RapReviews | [ 3 ]    |
| HipHopDX   | [ 4 ]    |
| Pitchfork  | [ 5 ]    |

## Tracce
Testi di Roc Marciano, musiche di Roc Marciano.
1. Pimptro – 1:32
2. It's a Crime – 4:11
3. Whateva Whateva – 3:56
4. Raw Deal – 3:19
5. We Do It feat. Ka – 4:36
6. Snow – 4:03
7. Ridin Around – 4:35
8. Panic – 3:46
9. Thugs Prayer – 2:59
10. Pop – 3:40
11. Jungle Fever – 5:00
12. Don Shit – 3:38
13. Marcberg – 4:33
14. Hide My Tears – 4:32
15. Shoutro – 4:11

Tracce bonus nell'edizione deluxe
1. Scarface Nigga – 3:46
2. Snow (Remix) (featuring Sean Price) – 2:37

Traccia bonus nella riedizione pubblicata nel 2012
1. Bozak – 3:54